# منيرة الغدير
منيرة الغدير كاتبة وباحثة وأكاديمية سعودية، تشغل منصب رئيس كرسي اليونسكو لترجمة الثقافات في مركز الملك فيصل للبحوث والدراسات الإسلامية، كما شغلت العديد من المناصب الأكاديمية من بينها: رئيس قسم اللغات الأجنبية في كلية الآداب والعلوم في جامعة قطر. نشرت أبحاثها المحكمة في دوريات أميركية وبريطانية، وكذلك نشرت العديد من المقالات باللغتين العربية والإنجليزية.

## التعليم
- حاصلة على درجة الدكتوراه في الأدب المقارن والفلسفة (إنجليزي، عربي، فرنسي) من جامعة كاليفورنيا - بيركلي في أمريكا عام 1999م.[6]

## العمل والمناصب
- رئيس كرسي اليونسكو لترجمة الثقافات في مركز الملك فيصل للبحوث والدراسات الإسلامية (من مارس 2024م).[7][8]
- أستاذ كرسي في الأدب المقارن والنظرية في جامعة هارفارد.
- عملت أستاذًا زائرًا في قسم دراسات الشرق الأوسط وجنوب آسيا وإفريقيا في جامعة كولومبيا.
- أستاذًا مشاركًا في قسم اللغات الإفريقية وآدابها في جامعة ويسكنسن ماديسن في أميركا.[9]
- رئيس قسم اللغات الأجنبية في كلية الآداب والعلوم في جامعة قطر (أغسطس 2008م).[3]

### عضويات
- عضو الهيئة العلمية لجائزة الشيخ زايد للكتاب من أكتوبر 2024م.[10][11]

## المؤلفات
- أصوات الصحراء: شعر المرأة البدوية في السعودية (صدر باللغة الانجليزية من منشورات مطبعة الجامعة الأميركية بالقاهرة بالتعاون مع I.B.Tauris & Co Ltd) عام 2009م.[12]